# Almoines
Almoines é um município da Espanha na província de Valência, Comunidade Valenciana. Tem 2,1 km² de área e em 2021 tinha 2 528 habitantes (densidade: 1 203,8 hab./km²).

## Demografia
| Variação demográfica do município entre 1991 e 2004 | Variação demográfica do município entre 1991 e 2004 | Variação demográfica do município entre 1991 e 2004 | Variação demográfica do município entre 1991 e 2004 |
| --------------------------------------------------- | --------------------------------------------------- | --------------------------------------------------- | --------------------------------------------------- |
| 1991                                                | 1996                                                | 2001                                                | 2004                                                |
| 1868                                                | 1759                                                | 1709                                                | 1668                                                |